# Тархан (Кировская область)
 Тархан  — деревня в Кильмезском районе Кировской области в составе Моторского сельского поселения.

## География
Расположена на расстоянии примерно 27 км по прямой на запад-юго-запад от райцентра поселка Кильмезь.

## История
Известна с 1939 года, в 1989 учтен 81 житель.

## Население
Постоянное население составляло 64 человека (татары 97%) в 2002 году, 46 в 2010.